# Damgan
Damgan é uma comuna francesa na região administrativa da Bretanha, no departamento Morbihan. Estende-se por uma área de 10,12 km². Em 2010 a comuna tinha 1 796 habitantes (densidade: 177,5 hab./km²).